# Heino Trusheim

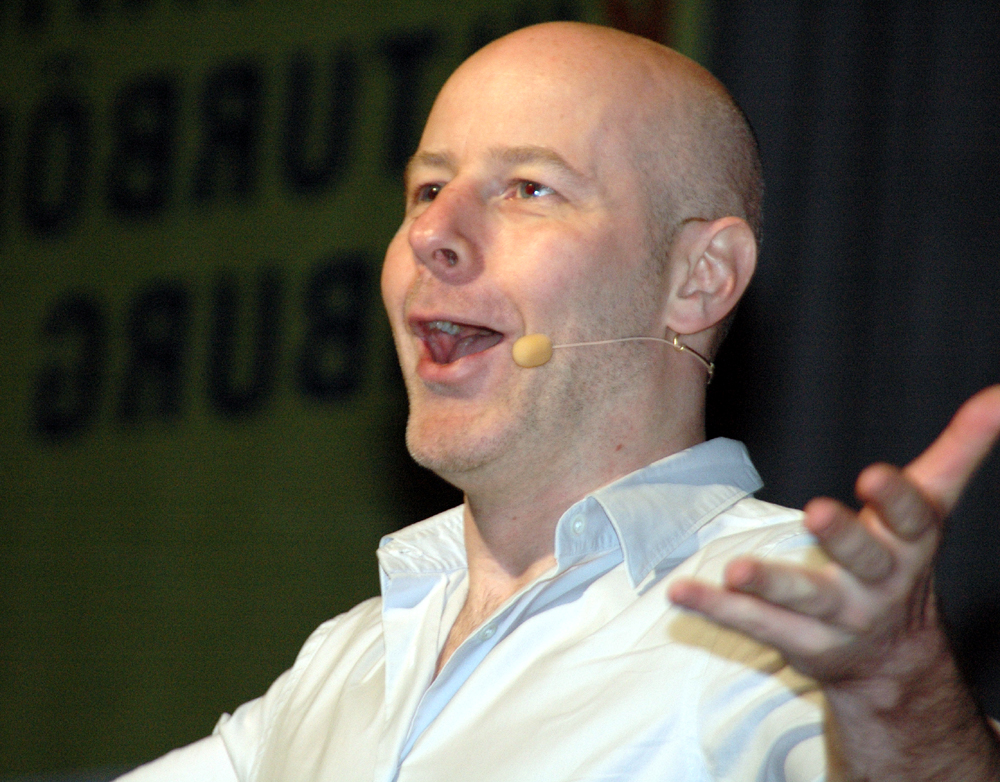
Heino Trusheim auf der Freiburger Kulturbörse (2010)

Heino Trusheim (* April 1970 in Frankfurt am Main) ist ein deutscher Stand-up-Comedian. Er lebt in Hamburg.

## Leben und Comedian
Trusheim studierte zunächst Lehramt, brach das Studium aber nach dem Umzug nach Hamburg im Jahr 1991/1992 ab. 2002 hatte er erste Auftritte als Komiker.
Er trat in den Fernsehsendungen Volker Pispers und Gäste, Ottis Schlachthof, TV Total, Nightwash und Quatsch Comedy Club auf.
Seine Spezialität ist das „Karikieren von Alltagsszenen“.
Seit Juli 2013 veranstaltet Heino Trusheim zusammen mit Thorsten Bär das Open Mike Hamburg in der Bar 227. Seit November 2013 ist Trusheim außerdem für das Open Mike Hannover verantwortlich.
2014 gründete er das Comedylabel I Love Stand Up unter dem er das monatliche Open Mic in Hamburg und Krefeld veranstaltet.
2016 feierte der I Love Stand Up Comedy Club Premiere im Imperial Theater.